# 印侯
印侯（韓語：인후；1250年—1311年），蒙古人。高麗宮廷的文官，延安印氏始祖，元世祖之女莊穆王后從臣。
他本是莊穆王后師傅，後從她降嫁高麗忠烈王，先後任昭勇大将軍鎭辺万戸、副知密直、判密直知都僉議賛成事、光政事参知機務、重大匡僉議侍郎贊成事判兵曹監察司事、咨議都僉議司事平壌君、僉議密直、検校政丞。